# Tour de Timor 2014
Die Tour de Timor 2014 war die sechste Ausgabe des jährlichen Mountainbikerennens in Osttimor. Sie fand vom 13. bis 17. September statt.
Die 364,7 km lange Route führte von Dili nach Hatolia Vila, weiter nach Balibo und Hauba und dann zurück nach Gleno und Dili. Gleich auf der ersten Etappe mit 78,5 km ging es über 1942 Höhenmeter. Die zweite Etappe über 98 km hat Gesamtsteigungen von 1793 m, die dritte 57,1 km mit 1309 m Steigung, die vierte 73,6 km mit 1517 m und die letzte 57,5 km mit 800 m.
Die 85 Teilnehmer kamen aus Kanada, Australien, Malaysia, Singapur, Portugal, Brasilien, den Niederlanden und 43 Fahrer aus Osttimor.
Bei den Männern gewann der Kanadier Cory Wallace.